# Zyklonsaison im Nordindik 2022
Die Zyklonsaison im Nordindik 2022  ist ein andauerndes Ereignis im jährlichen Zyklus der Bildung tropischer Wirbelstürme. Die Zyklonsaison im Nordindik hat keine offiziellen Grenzen, doch bilden sich die meisten Stürme üblicherweise zwischen März und Dezember, mit Spitzen zwischen April und Mai sowie im November.
Das offizielle Regional Specialized Meteorological Centre in diesem Becken ist das India Meteorological Department (IMD), während das Joint Typhoon Warning Center Warnungen veröffentlicht, die sich an US-amerikanische Einrichtungen in der Region richten. Zu diesem Becken gehört das Seegebiet des Indischen Ozeans (auch Indik genannt) nördlich des Äquators zwischen dem Horn von Afrika im Westen und der Malaiischen Halbinsel im Osten. Dieses Gebiet besteht aus zwei Meeren, dem Arabischen Meer westlich des Indischen Subkontinents und dem Golf von Bengalen östlich davon, die vom IMD mit ARB bzw. BOB abgekürzt wurden. Die gelegentlich, nicht in jedem Jahr über Land entstehenden tropischen Depressionen erhalten eine Nummer mit Präfix LAND.
Durchschnittlich bilden sich im Nordindik jährlich drei bis vier Stürme.

## Belege
1. ↑  Annual Frequency of Cyclonic Disturbances (Maximum Wind Speed of 17 Knots or More), Cyclones (34 Knots or More) and Severe Cyclones (48 Knots or More) Over the Bay of Bengal (BOB), Arabian Sea (AS) and Land Surface of India. (PDF) India Meteorological Department, abgerufen am 14. Mai 2020 (englisch).